# Emeljanovianus hilaris
Emeljanovianus hilaris är en insektsart som beskrevs av Melichar 1900. Emeljanovianus hilaris ingår i släktet Emeljanovianus och familjen dvärgstritar. Inga underarter finns listade i Catalogue of Life.